# Endoplasma

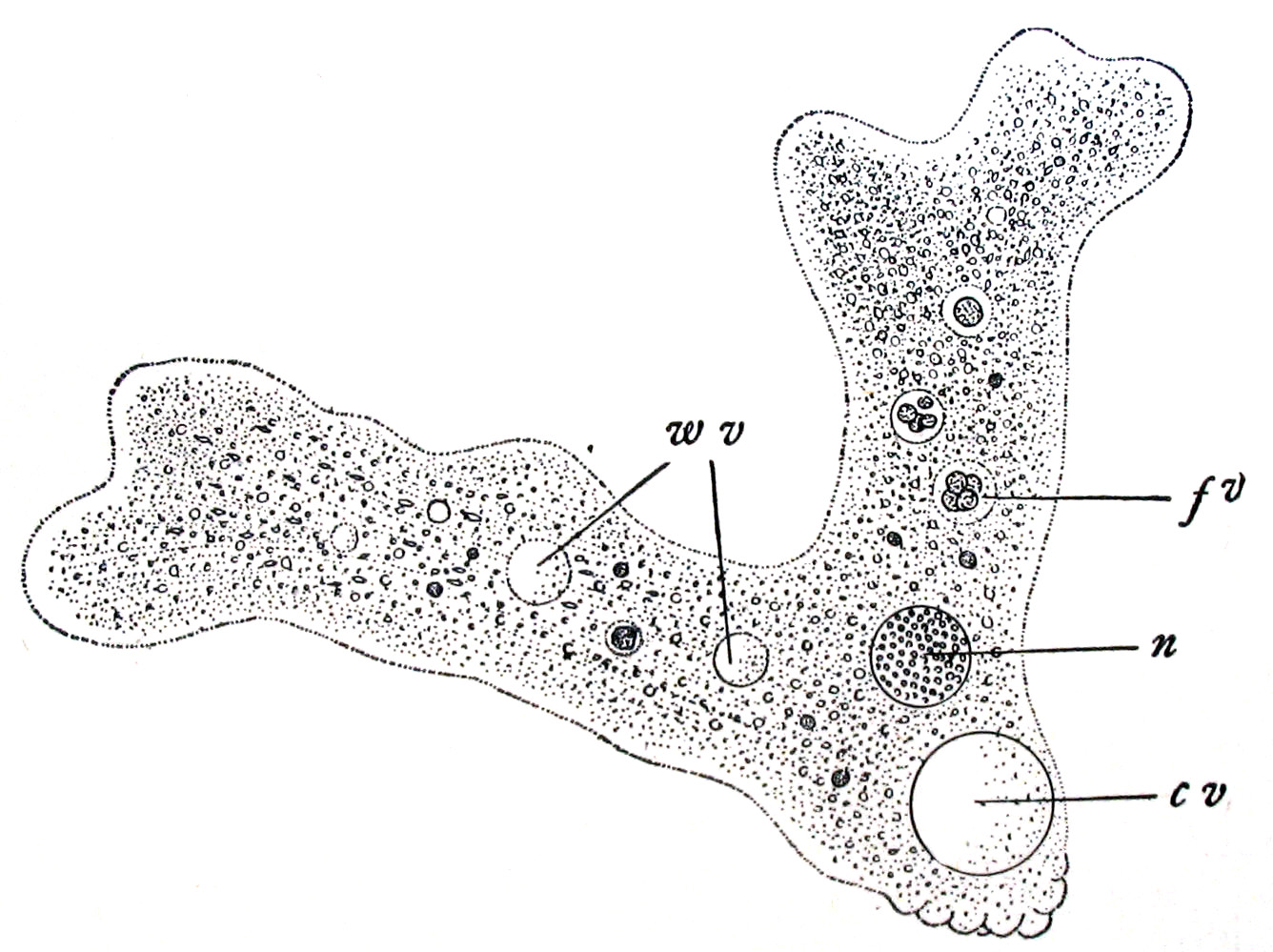
Een amoebe getekend in 1900: Het endoplasma vult bijna de gehele cel, het ectoplasma zit alleen langs de rand van de cel.

Het endoplasma, ook entoplasma of entosark genoemd, is het centrale binnenste gedeelte van het cytoplasma en komt voor bij veel eencellige organismen.
Het aan de buitenrand liggende deel van het cytoplasma wordt het ectoplasma genoemd. Het endoplasma en het ectoplasma hebben een verschillende consistentie en een verschillende verdeling van de intraplasmatische organellen.

## Bouw en functie
Het endoplasma bevat alle centrale organellen, zowel de celkern, de mitochondriën, endoplasmatisch reticulum als voedselvacuolen en andere bestanddelen van de cel.
In tegenstelling tot het viskeuze ectoplasma (plasmagel) heeft het endoplasma een vloeibare consistentie en wordt plasmasol genoemd. Bij de vorming van pseudopodiën vermengen de beide bestanddelen (gel-sol-overgang) zich; het ectoplasma wordt vloeibaar en vloeit in de richting van het pseudopodium terwijl het endoplasma in het pseudopodium vloeit en aan de rand weer viskeuzer wordt. Bij de voortbeweging van amoeben contraheert het ectoplasma met behulp van actine waardoor het vloeibare endoplasma in het pseudopodium vloeit.